# 胡长春
胡长春（1968年2月—），男，湖北武汉人，中华人民共和国外交官，曾任中华人民共和国驻加蓬共和国特命全权大使和中华人民共和国驻非洲联盟使团团长兼驻联合国非洲经济委员会代表。

## 生平
1992年，进入中华人民共和国外交部工作，先后在驻加蓬大使馆、外交部非洲司、驻法国大使馆任职。2010年，任外交部非洲司参赞，后任参赞兼处长。2013年，挂职福建省人民政府外事办公室副主任。2015年，回任外交部非洲司参赞。2016年11月，出任中华人民共和国驻加蓬大使。2022年3月，自驻加蓬大使离任。7月，出任中华人民共和国驻非盟使团团长兼驻联合国非洲经济委员会代表。2025年6月，自驻非盟使团团长离任。

## 家庭
已婚，有一女。

## 荣誉

### 外国勋章奖章
- 国家功绩指挥官勋章（加蓬，2022年3月29日于利伯维尔颁发[7]）